# .mm
‎.mm‏ دامنه اینترنتی اختصاص داده شده به میانمار است.